# Willys-Overland
Willys-Overland is een voormalige Amerikaanse autofabrikant die vooral bekend was van het automerk Jeep.

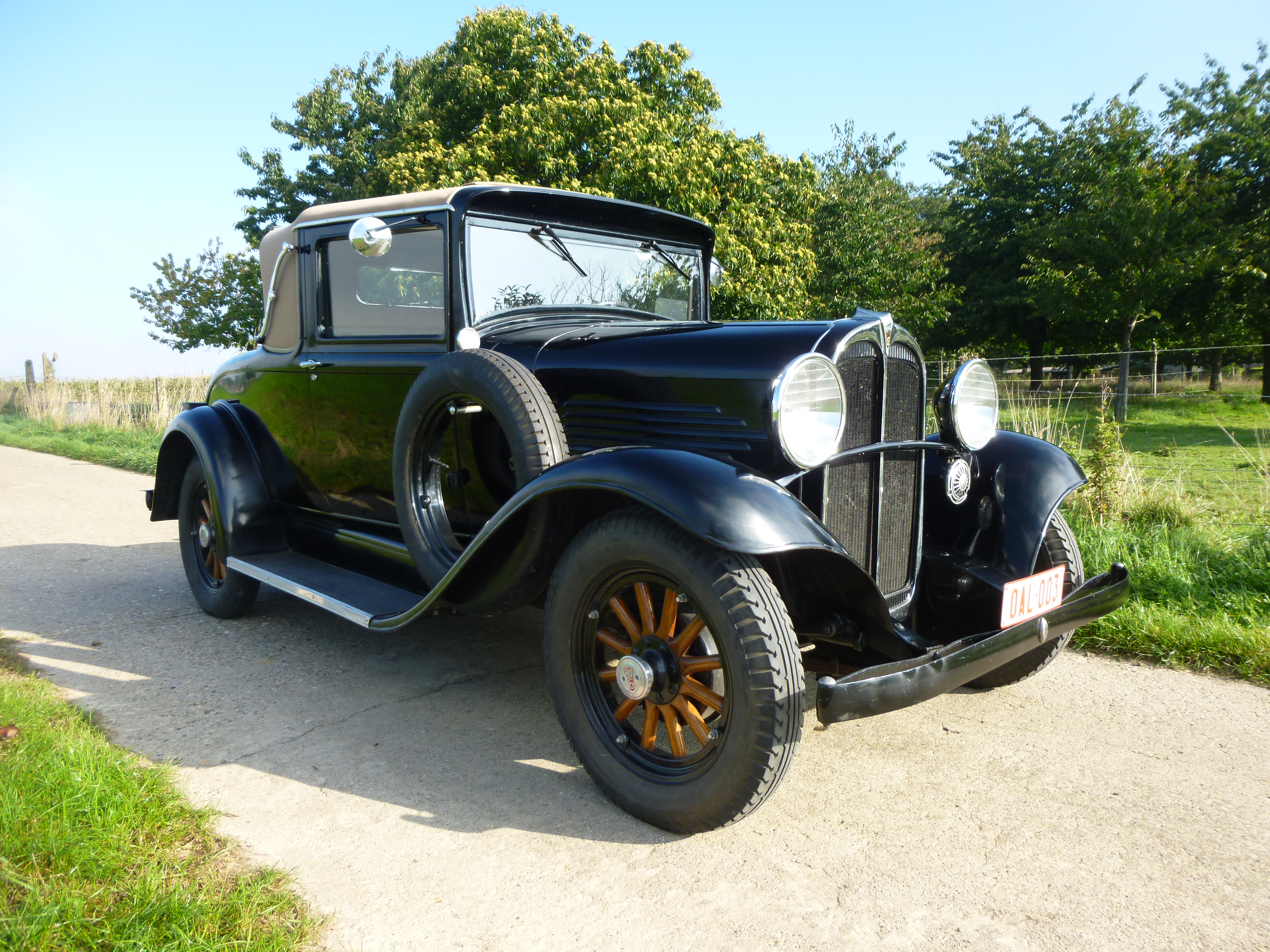
Willys 6 1931 Sport Coupe

## Voorgeschiedenis
De geschiedenis van Willys-Overland begint bij Overland. Overland was in 1903 opgericht door Standard Wheel Company. Claude Cox had de eerste Overlands ontworpen en gebouwd en op 12 februari 1903 reed hij de eerste testrit.
Na de explosie van een boiler in de fabriek verloor Standard Wheel interesse, waarop Claude Cox het bedrijf voor 8000 dollar kon opkopen.
Cox had meer geld nodig en dat kreeg hij van David Parry. Die had fortuin gemaakt met de fabricage van tweewielige paardenwagens. Op 31 maart 1906 werd Overland Automobile Co. opgericht. Parry bezat 51% van de aandelen, Cox 49%.
In 1907 was er een korte, maar hevige, economische crisis die Parry's imperium zo hard trof dat hij zelfs zijn huis verloor.
Toen verscheen John North Willys op het toneel, die vijfhonderd Overlands had besteld, een voorschot van 10.000 dollar had betaald en zich afvroeg waar zijn auto's bleven. In de assemblagehal trof hij ze half afgewerkt aan, daar Overland de weeklonen van zijn arbeiders niet meer kon betalen. Willys slaagde erin voldoende krediet op te halen bij rijke vrienden om de onderneming van sluiting te redden.
De autobouwer werd daarop gereorganiseerd, de productiemachines vernieuwd en een nieuwe fabriek werd gebouwd in 1908. Toch oversteeg de vraag al snel het aanbod, ondanks dat de productie van de Overland 24, met 465 stuks, tienmaal hoger lag dan in 1907. Uitbreiding was noodzakelijk en in het voorjaar van 1909 werd Marion Motor Car overgenomen, in september gevolgd door de overname van de grote en moderne Pope-fabriek uit Toledo (Ohio, VS) voor 285.000 dollar.

## Willys Overland
Na de expansie werd Overland omgedoopt tot Willys-Overland met de fabriek in Toledo als hoofdzetel. De duurdere modellen van de constructeur kregen het opschrift Willys, de goedkopere bleven Overlands.
Verder verliet Claude Cox in 1909 het bedrijf voor een carrière in de fotografie.
Tegen 1912 was Willys-Overland de op een na grootste autoconstructeur van de Verenigde Staten geworden. Er werden jaarlijks 26.000 auto's gebouwd. Enkel Ford Motor Company was, met 35.000 stuks, nog groter. Die 2de plaats bleef tot 1918 behouden.
In 1914 nam John Willy Electric Auto-Lite over. Hij veranderde de naam in Willys Corporation in 1917. Dat bedrijf werd de holding boven Willys-Overland die in 1919 ook nog Duesenberg Motors overnam.

## Willys-Knight
In 1913 ontmoette John Willys Charles Knight tijdens een reis naar Engeland. Knight kon Willys overtuigen van de voordelen van de Knight schuivenmotor die hij had uitgevonden. Zo gauw ze in Engeland waren aangekomen huurde Willys een Daimler, die zo'n motor al had, waarmee hij in 15 dagen 7200 km aflegde. Overtuigd van de motor kocht hij in New York (VS) Edwards Motor op omdat dat bedrijf een licentie bezat om de motor te bouwen.
Vanaf 1917 kon de klant kiezen tussen drie merken:
Overland, Willys en Willys-Knight. Die laatste had de Knight-schuivenmotor. Hoewel John Willys persoonlijk meer op had met de Willys-Knights, waren het de Overlands die het best verkochten. De goedkope modellen verkochten het best, zeker tijdens de oorlogsjaren 1914-1918.
De Knight-motor mocht dan belangrijke voordelen hebben, zoals de stillere werking, de hogere productiekosten en de royalty’s die aan Charles Knight moesten betaald worden maakten dat de andere merken beter verkochten.

## Interbellum

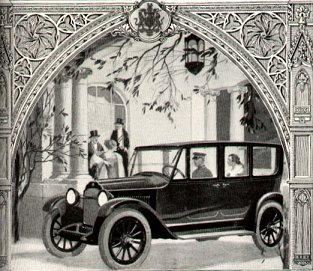
Advertentie van een Willys-Knight uit 1920

Tussen 1919 en 1926 ontwikkelde Willys-Overland een reeks viercilindermodellen die Model 4, -4A, -91, -91A en -92 heetten. Deze modellen stonden gezamenlijk bekend als de Overland Four. In die periode werden er zo'n 642.000 stuks van geproduceerd.

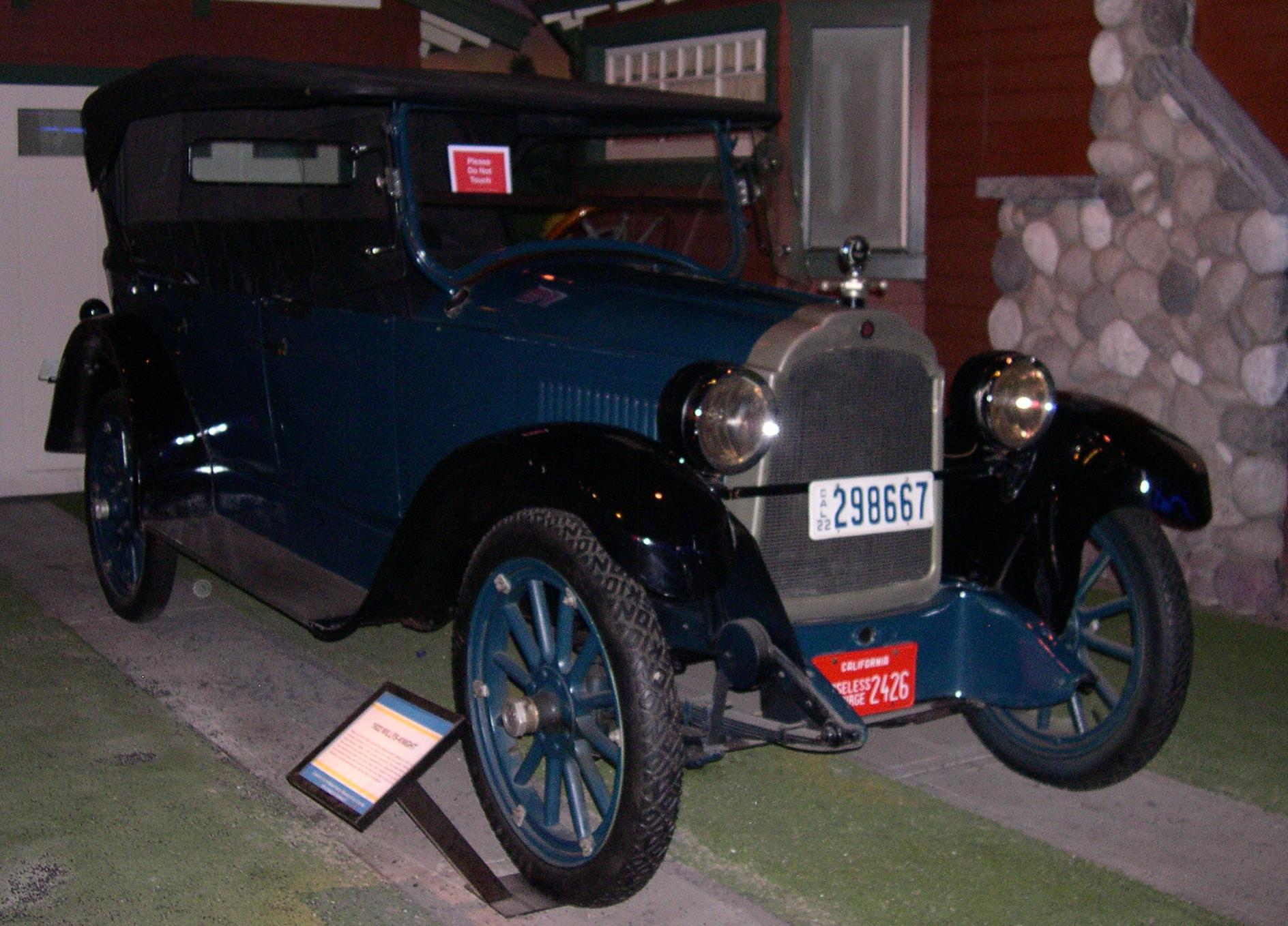
Willys-Knight Model 20 uit 1922

In juni 1926 werd de Overland Whippet aangekondigd. Dat model werd zo'n succes dat men de naam Whippet ook voor andere modellen ging gebruiken.
Toen de economische depressie aanving die volgde op de beurskrach van 1929 werd de Willys-Knightlijn stopgezet. Het bedrijf draaide vanaf dan voor de Spartaanse Willys 77. Willys-Overland vroeg bescherming tegen zijn schuldeisers aan en een reorganisatie werd doorgevoerd, waarna John Willys in 1935 plotseling aan een hartaanval overleed. In 1937 hief een rechter de bescherming op en kon de ontwikkeling van nieuwe modellen weer aangevat worden. De Willys 77 werd gefacelift tot Willys 37 en in 1938 werd de Willys 38 geïntroduceerd, die in 1939 de Willys 48 werd. De naam Model 39 was voor het merk Overland bestemd dat in dat jaar een korte comeback kende.

## Jeep

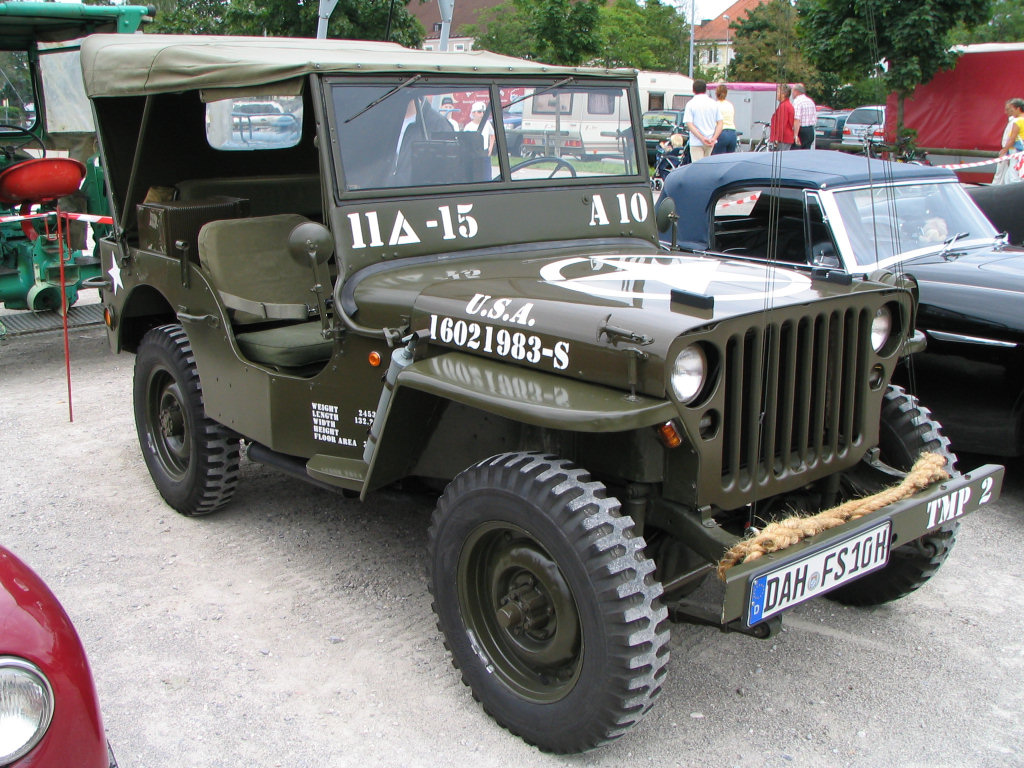
Willys Jeep MB uit 1945

Willys-Overland was een van de autoconstructeurs die een offerte indiende bij het Amerikaanse leger voor de productie van een lichte terreinwagen, gebaseerd op een prototype van American Bantam.
Willys-Overland mocht de productie starten van wat zij de Willys MB noemden. In 1941 werden 8598 stuks gebouwd. Aan het einde van de Tweede Wereldoorlog waren er 359.851 eenheden geproduceerd. Buiten het bedrijf werd de MB Jeep genoemd welke naam Willys-Overland na de oorlog liet registreren. Naast Willys-Overland bouwde ook Ford zijn versie van het model, de GPW.
Na de oorlog werd overgeschakeld op een burgerversie die de naam CJ-2A kreeg. Dat was een MB die ontdaan was van alle militaire toevoegingen. Het was moeilijk om een afzetmarkt te vinden voor deze auto die daarom gepromoot werd als een alternatief voor de tractor, die door de oorlog schaars waren. De verkoop kwam echter niet van de grond omdat het voertuig te licht was.
Toch was de CJ-2A bij de eerste voertuigen die ooit standaard 4×4 kregen. Het kreeg enig gevolg bij mensen die een lichte auto nodig hadden voor onverharde wegen.
Een jaar na de CJ-2A, in 1946, werd de Willys "Jeep" Utility Wagon geïntroduceerd die de motor en overbrenging van de CJ-2A overnam en een gelijkaardige stijl had. Een jaar verder werd die gevolgd door de Jeep utility Truck en in 1948 kreeg de Wagon 4×4. Die Wagon is daarmee de voorouder van alle sports utility vehicles (SUV).
Later bouwde Willys-Overland nog de Jeep M38 voor het Amerikaanse leger.

## Vandaag
In 1953 werd Willys-Overland overgenomen door Kaiser-Frazer, dat beide bedrijven fuseerde tot Kaiser-Jeep en Kaiser-Willys Sales. In 1955 besloot Kaiser de personenautomobielbranche te verlaten. Het model Willys Aero uit 1952 verhuisde naar Brazilië, waar het nog gebruikt werd tot 1963 door Willys-Overland do Brasil.
In 1970 werd Kaiser-Jeep dan verkocht aan American Motors (AMC) die de naam veranderde in Jeep Corporation en het bedrijf opdeelde in twee aparte onderdelen:
- de commerciële producten (Toledo) en
- de overheidsproducten (AM General, South Bend, VS). In 1983 nam de LTV Corporation dit bedrijfsonderdeel over voor 170 miljoen dollar.[1]

American Motors gebruikte daarna zijn eigen motoren in de Jeep-producten.
In 1980 kocht de Franse autoconstructeur Renault zich voor een groot aandeel in American Motors en nam de operationele leiding van het bedrijf over. De CJ-serie werd tot 1986 geproduceerd.
In 1987 verkocht Renault zijn aandeel aan Chrysler. De CJ was intussen vervangen door de Jeep Wrangler. In 1998 nam het Duitse Daimler-Benz Chrysler over en fuseerde beide bedrijven tot DaimlerChrysler. De fusie van de twee automobielbedrijven was geen succes en in 2007 verkocht DaimlerChrysler 80% van de aandelen van Chrysler aan Cerberus Capital Management. De Jeep-activiteiten bleven bij Chrysler en deze produceert nog steeds Jeeps in de fabriek in Toledo.

## Modellen
| Overland                                               | Overland    |
| ------------------------------------------------------ | ----------- |
| Overland 24                                            | -1907-1908- |
| Overland Whippet                                       | 1926-1931   |
| Overland 4                                             | 1919-1926   |
| Overland 4A                                            | 1919-1926   |
| Overland 91                                            | 1919-1926   |
| Overland 91A                                           | 1919-1926   |
| Overland 92                                            | 1919-1926   |
| Overland Whippet 96                                    | 1926-1928   |
| Overland Whippet 93A                                   | 1927-1928   |
| Overland Whippet 98                                    | 1928        |
| Overland Whippet 98A                                   | 1929        |
| Overland Whippet C101                                  | 1929-1930   |
| Overland Whippet 96A                                   | 1929-1931   |
| Overland Whippet C113                                  | 1931-       |
| Overland Six                                           | -           |
| Overland 93                                            | -           |
| Overland 39                                            | -           |
| Willys                                                 |             |
| Willys 77                                              | 1933-1936   |
| Willys 37                                              | 1937-       |
| Willys 38                                              | 1938        |
| Willys 48                                              | 1939        |
| Willys Four                                            | -           |
| Willys Six                                             | -           |
| Willys Eight                                           | -           |
| Willys Americar                                        | -           |
| Willys Bermuda                                         | -1955-      |
| Willys-Overland                                        |             |
| Willys Dauphine (Renault)                              | 1959-1968   |
| Willys Gordini (Renault)                               | 1959-1968   |
| Willys Interlagos (Alpine)                             | 1961-1966   |
| Willys Itamaraty (Brazilië)                            | 1966-1971   |
| Willys Executive limousine (Brazilië)                  | 1966-1971   |
| Willys-Overland Crossley (Groot-Brittannië)            | -           |
| Willys-Knight                                          |             |
| Willys-Knight Standard Six (Model 56)                  | 1928-       |
| Willys-Knight Great Six (Model 66, 66A, 66B, 66D, 66E) | -           |
| Willys-Knight Light Six (Model 70, 70B, 87, 95)        | -           |
| Aero-Willys                                            |             |
| Aero-Willys JT                                         | 1951        |
| Aero-Willys Wing                                       | 1952        |
| Aero-Willys Lark                                       | 1952-1954   |
| Aero-Willys Ace                                        | 1952-1954   |
| Aero-Willys Eagle                                      | 1952-1954   |
| Aero-Willys Scout                                      | 1953        |
| Aero-Willys Falcon                                     | 1953        |
| Aero-Willys 2600 (Brazilië)                            | 1962-1971   |
| Jeep                                                   |             |
| Willys MB                                              | 1941-1944   |
| Willys CJ-2A                                           | 1944-1953   |
| Willys Jeep Station Wagon                              | 1946-1965   |
| Willys CJ-3A                                           | 1946-1953   |
| Willys Jeep Truck                                      | 1947-1965   |
| Willys Jeepster                                        | 1948-1950   |
| Willys M38                                             | 1951-1971   |
| Willys CJ-3B                                           | 1952-1968   |
| Willys CJ-5                                            | 1954-1983   |
| Willys Rural Jeep (Brazilië)                           | 1958-1967   |